# Liste der Biografien/Fol
Liste der Biografien |
Portal Biografien |
Personensuche
# |
A |
B |
C |
D |
E |
F |
G |
H |
I |
J |
K |
L |
M |
N |
O |
P |
Q |
R |
S |
T |
U |
V |
W |
X |
Y |
Z |
?
 
Fa |
Fe |
Ff |
Fh |
Fi |
Fj |
Fk |
Fl |
Fm |
Fn |
Fo |
Fr |
Ft |
Fu |
Fy
 
Foa |
Fob |
Foc |
Fod |
Foe |
Fof |
Fog |
Foh |
Foi |
Foj |
Fok |
Fol |
Fom |
Fon |
Foo |
Fop |
For |
Fos |
Fot |
Fou |
Fov |
Fow |
Fox |
Foy |
Foz
Die Liste der Biografien führt alle Personen auf, die in der deutschsprachigen Wikipedia einen Artikel haben. Dieses ist eine Teilliste mit 360 Einträgen von Personen, deren Namen mit den Buchstaben „Fol“ beginnt.

## Fol
- Fol, Alexandar (1933–2006), bulgarischer Historiker
- Fol, Hermann (* 1845), Schweizer Zoologe
- Fol, Hubert (1925–1995), französischer Jazzmusiker
- Fol, Raymond (1928–1979), französischer Jazzmusiker

### Fola
- Foladori, José, uruguayischer Politiker
- Folami, Ben (* 1999), australischer Fußballspieler
- Folan, Caleb (* 1982), irischer Fußballspieler
- Folard, Jean-Charles de (1669–1752), französischer Offizier und Kriegstheoretiker
- Folauhola, Lynda (* 1980), australische Wasserspringerin
- Folawiyo, Abdul Wahab Iyanda (1928–2008), nigerianischer Geschäftsmann, Philanthrop, Baba Adinni und Moslemführer

### Folb
- Folberová, Milena (1923–2009), tschechoslowakische Turnerin
- Folberth, Otto (1896–1991), siebenbürgisch-sächsischer Pädagoge, Historiker und Publizist
- Folberth, Otto Gert (1924–2018), deutscher Physiker
- Folbre, Nancy (* 1952), US-amerikanische Wirtschaftswissenschaftlerin

### Folc
- Folcarelli, Giovanni (1926–1982), US-amerikanischer Politiker
- Folch de Cardona, Ramón (1467–1522), spanischer Heerführer, Vizekönig in Sizilien und Neapel
- Folch i Torres, Manuel (1877–1928), katalanischer Schriftsteller, Journalist, Rechtsanwalt und Politiker
- Folchaid, Gattin des bairischen Herzogs Theodo II.
- Folchardus, St. Galler Mönch
- Folchert, Maximilian (* 1993), deutscher Handballtorwart
- Fölck, Romy (* 1974), deutsche Autorin
- Folcker, Carl (1889–1911), schwedischer Turner
- Folcker, Jessica (* 1975), schwedische SängerinJessica Folcker (* 1975)

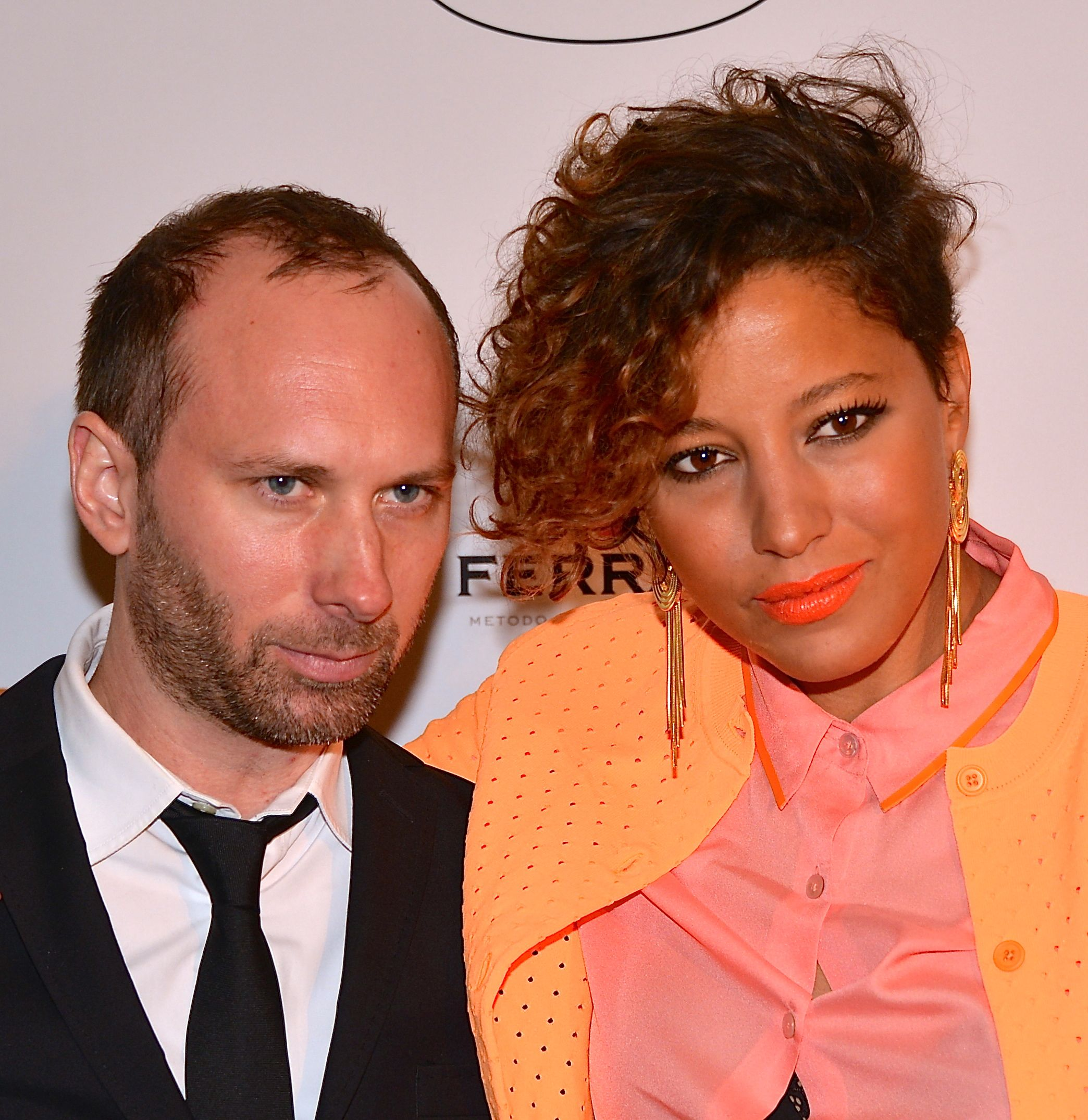
Jessica Folcker (* 1975)

- Fölckersam, Melchior von (1601–1665), kurländischer Kanzler und Oberrat
- Folcmar († 969), Erzbischof des Erzbistums Köln
- Folco, Michel (* 1943), französischer Fotograf und Schriftsteller
- Folcuin von Thérouanne († 855), Bischof von Thérouanne und Heiliger der katholischen Kirche

### Fold
- Folda, John (* 1961), US-amerikanischer Geistlicher und Bischof von Fargo
- Foldager, Anders (* 2001), dänischer Radrennfahrer
- Földeák, Jean (1903–1993), deutscher Ringer
- Földényi, Anna (* 1974), ungarische Tennisspielerin
- Földényi, László F. (* 1952), ungarischer Essayist, Kunsttheoretiker, Literaturkritiker und ÜbersetzerLászló F. Földényi (* 1952)

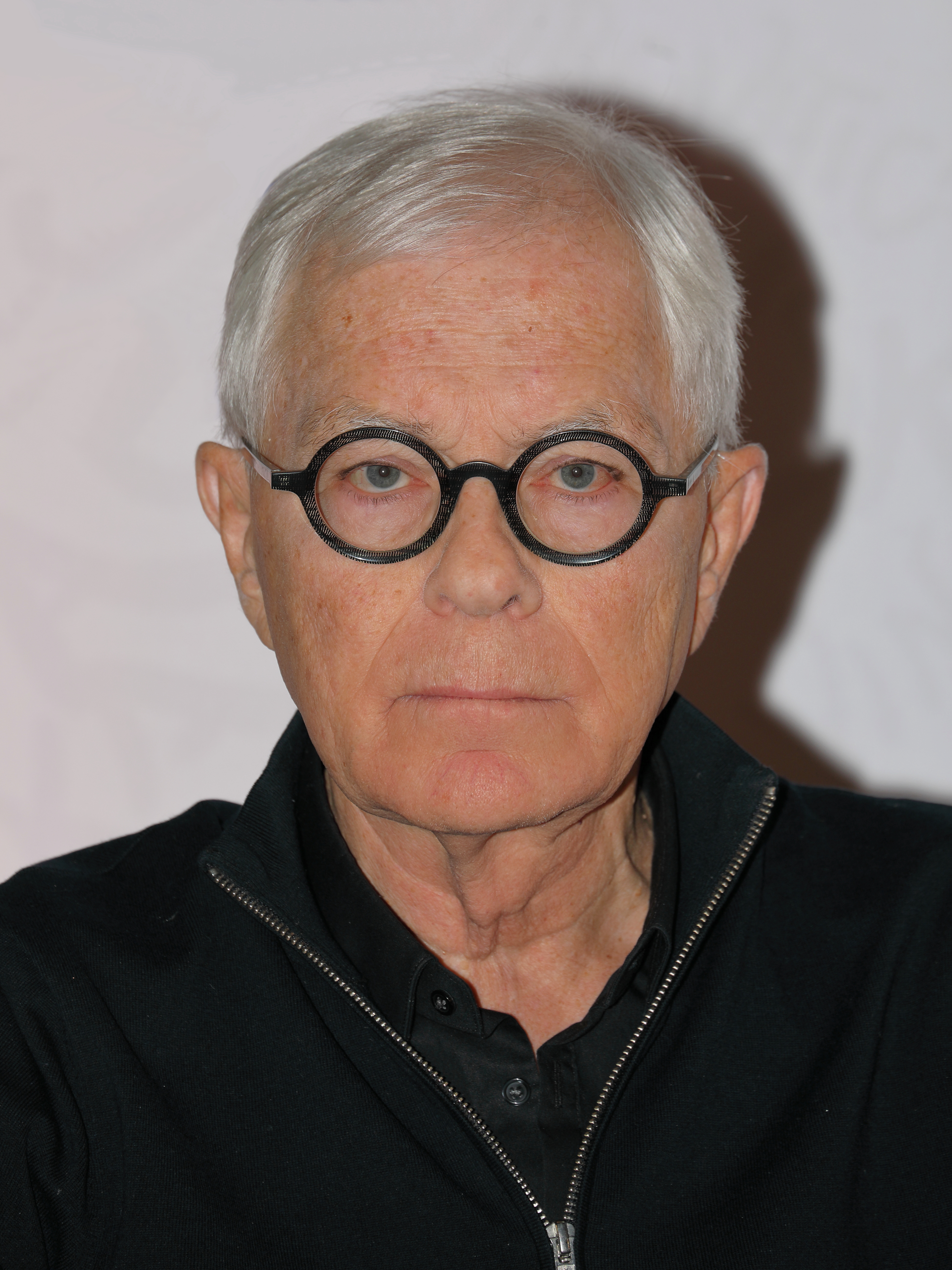
László F. Földényi (* 1952)

- Földerich, Christoph (1569–1629), deutscher Kaufmann in Stockholm, Warschau und Berlin
- Foldes, Andor (1913–1992), US-amerikanischer Pianist ungarischer Herkunft
- Földes, Béla (1848–1945), ungarischer Wirtschaftswissenschaftler, Statistiker und Minister
- Földes, Csaba (* 1958), ungarischer Germanist
- Földes, Dezső (1880–1950), ungarischer Fechter
- Földes, Éva (1914–1981), ungarische Sporthistorikerin
- Földes, Imre (1881–1948), ungarischer Grafiker, Exlibriskünstler, Plakatkünstler, Maler und Zeichner
- Földes, Imre (1881–1958), ungarischer Theaterschriftsteller
- Földes, Jolán (1902–1963), ungarische Schriftstellerin
- Foldes, Lawrence David (* 1959), US-amerikanischer Regisseur, Drehbuchautor und Filmproduzent
- Foldes, Peter (1924–1977), britischer Animator und Filmregisseur
- Földes, Vilmos (* 1984), ungarischer Poolbillardspieler
- Földesi, Jenő (* 1928), ungarischer Generalleutnant, stellvertretender Innenminister und Staatssekretär im Innenministerium
- Földesi, Judit (* 1964), ungarische Schauspielerin und Synchronsprecherin
- Földesi, Lajos (* 1954), ungarischer Violinist
- Földessy, Ödön (1929–2020), ungarischer Leichtathlet
- Földesy, Arnold (1882–1940), Cellist
- Foldgast, Peter (* 1979), dänischer Fußballspieler
- Földi, Imre (1938–2017), ungarischer Gewichtheber
- Földi, Johann (1755–1801), ungarischer Arzt, Sprachwissenschaftler und Biologe
- Földi, Kornélia (* 1978), ungarische Biathletin
- Földi, Michael (1920–2018), ungarischer Arzt
- Földingné Nagy, Judit (* 1965), ungarische Marathonläuferin
- Folds, Ben (* 1966), US-amerikanischer Sänger und PianistBen Folds (* 1966)

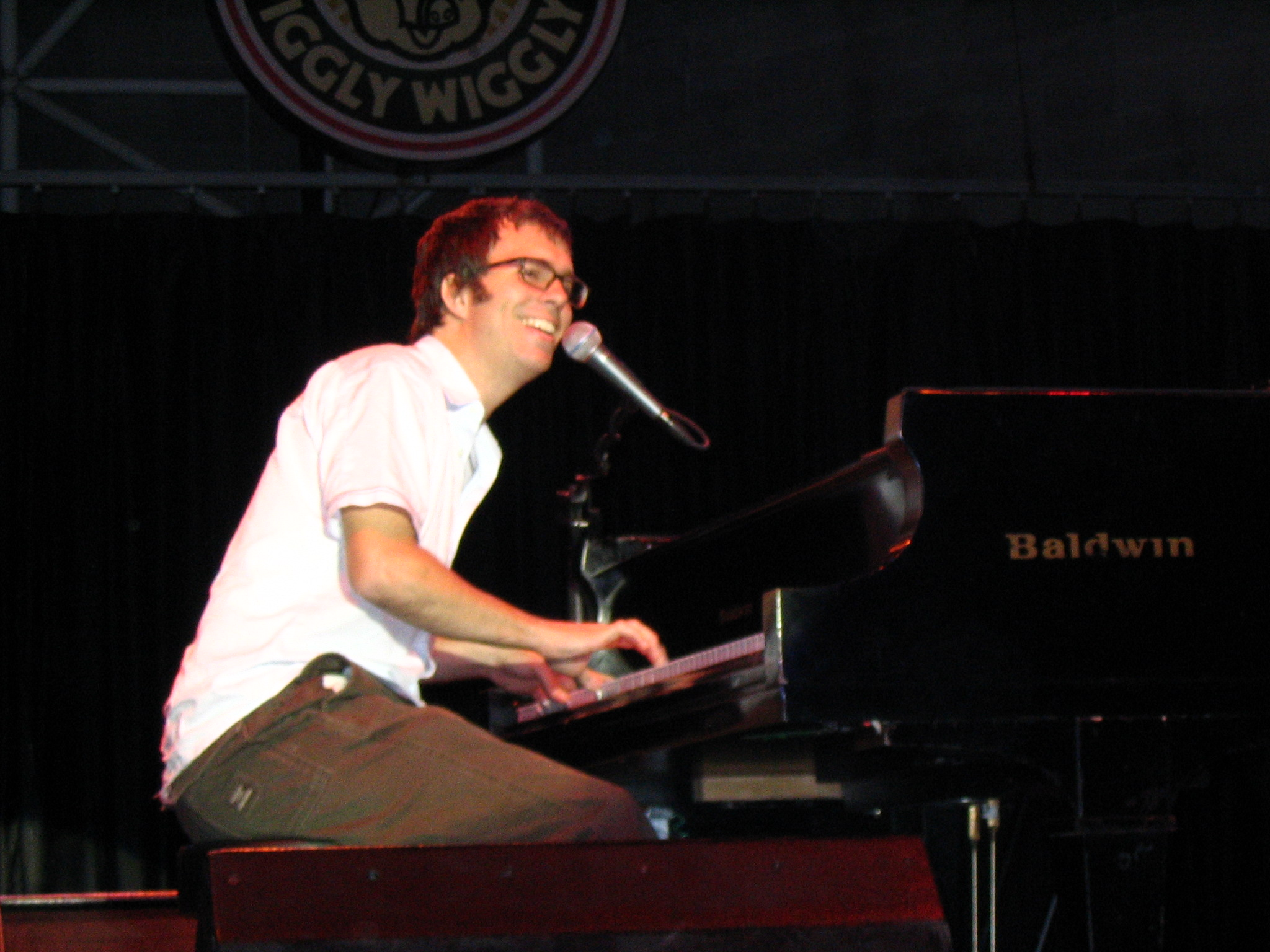
Ben Folds (* 1966)

- Folds, Chuck (* 1938), US-amerikanischer Jazzpianist des Stride Piano und Swing
- Foldvari, Robby (* 1960), australischer Snooker- und English-Billiards-Spieler
- Földváry, Tibor von (1863–1912), ungarischer Eiskunstläufer
- Földy, Laszlo (1934–2015), Schweizer Tischtennisspieler ungarischer Abstammung
- Földy, Theresia (* 1946), Schweizer Tischtennisspielerin ungarischer Abstammung
- Foldyna, Jaroslav (* 1960), tschechischer Politiker, Mitglied des Abgeordnetenhauses

### Fole
- Folea, Delia (* 2004), rumänische Skispringerin
- Folegatti, Ronaldo (* 1958), brasilianischer Komponist und Gitarrist
- Folena, Gianfranco (1920–1992), italienischer Romanist, Italianist und Lexikograf
- Folengo, Teofilo (1491–1544), italienischer Benediktiner und Autor
- Foles, Nick (* 1989), US-amerikanischer American-Football-Spieler
- Foletti, Hans (1928–2015), Schweizer
- Foley (* 1962), US-amerikanischer Musiker
- Foley, Adrian, 8. Baron Foley (1923–2012), britischer Peer, Filmkomponist und Pianist
- Foley, Alina (* 2003), US-amerikanische Schauspielerin und Synchronsprecherin
- Foley, Allan James (1835–1899), irischer Opernsänger (Bass)
- Foley, Blaze (1949–1989), US-amerikanischer Singer-Songwriter
- Foley, Clare (* 2001), US-amerikanische Filmschauspielerin
- Foley, Dave (* 1963), kanadischer Schauspieler, Komiker und EntertainerDave Foley (* 1963)

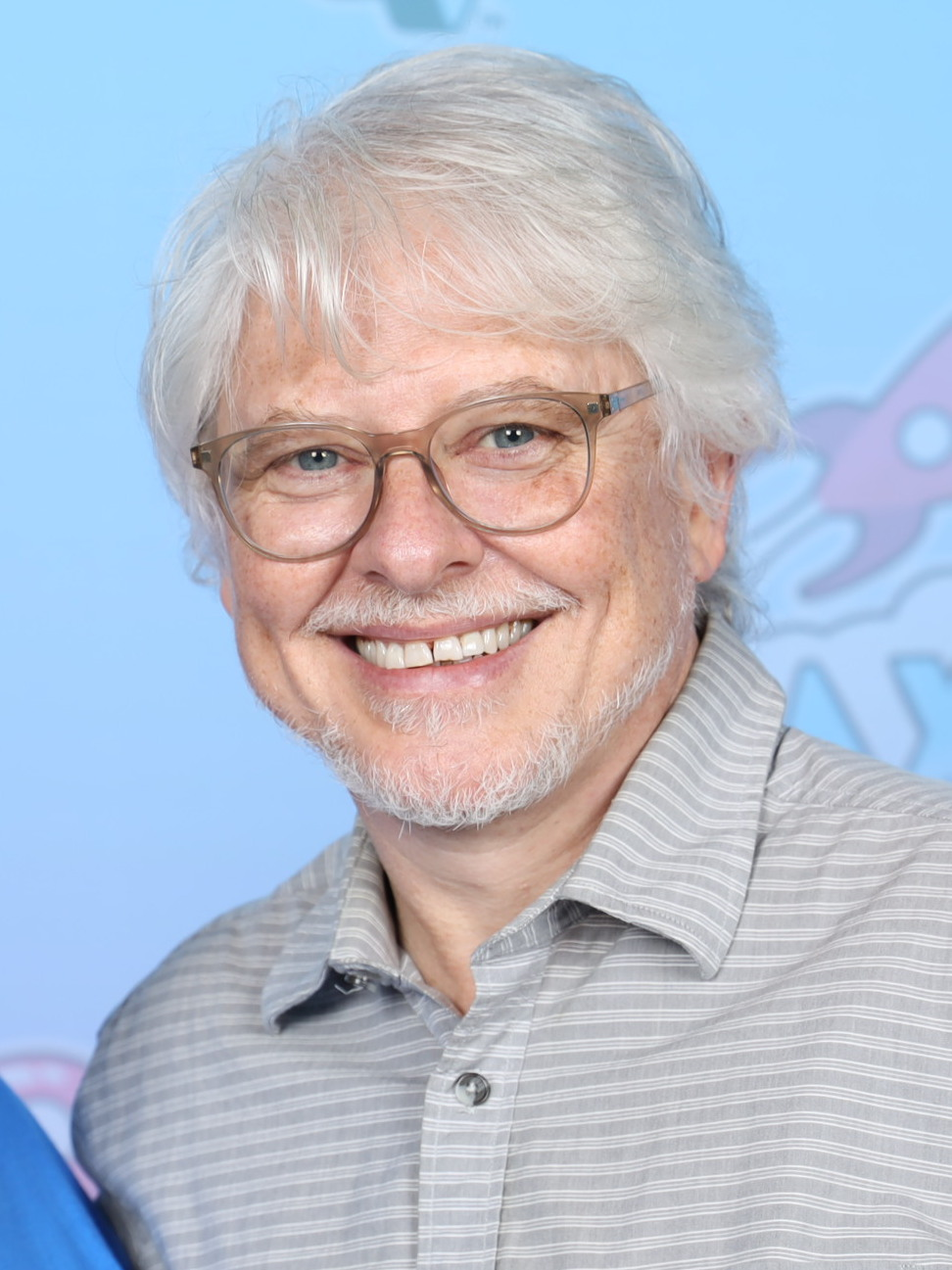
Dave Foley (* 1963)

- Foley, David Edward (1930–2018), US-amerikanischer Geistlicher, römisch-katholischer Bischof von Birmingham
- Foley, Denis (1934–2013), irischer Politiker
- Foley, Des (1940–1995), irischer Politiker (Fianna Fáil)
- Foley, Edyth (1900–1985), britische Motorradrennfahrerin
- Foley, Ellen (* 1951), US-amerikanische Sängerin und SchauspielerinEllen Foley (* 1951)

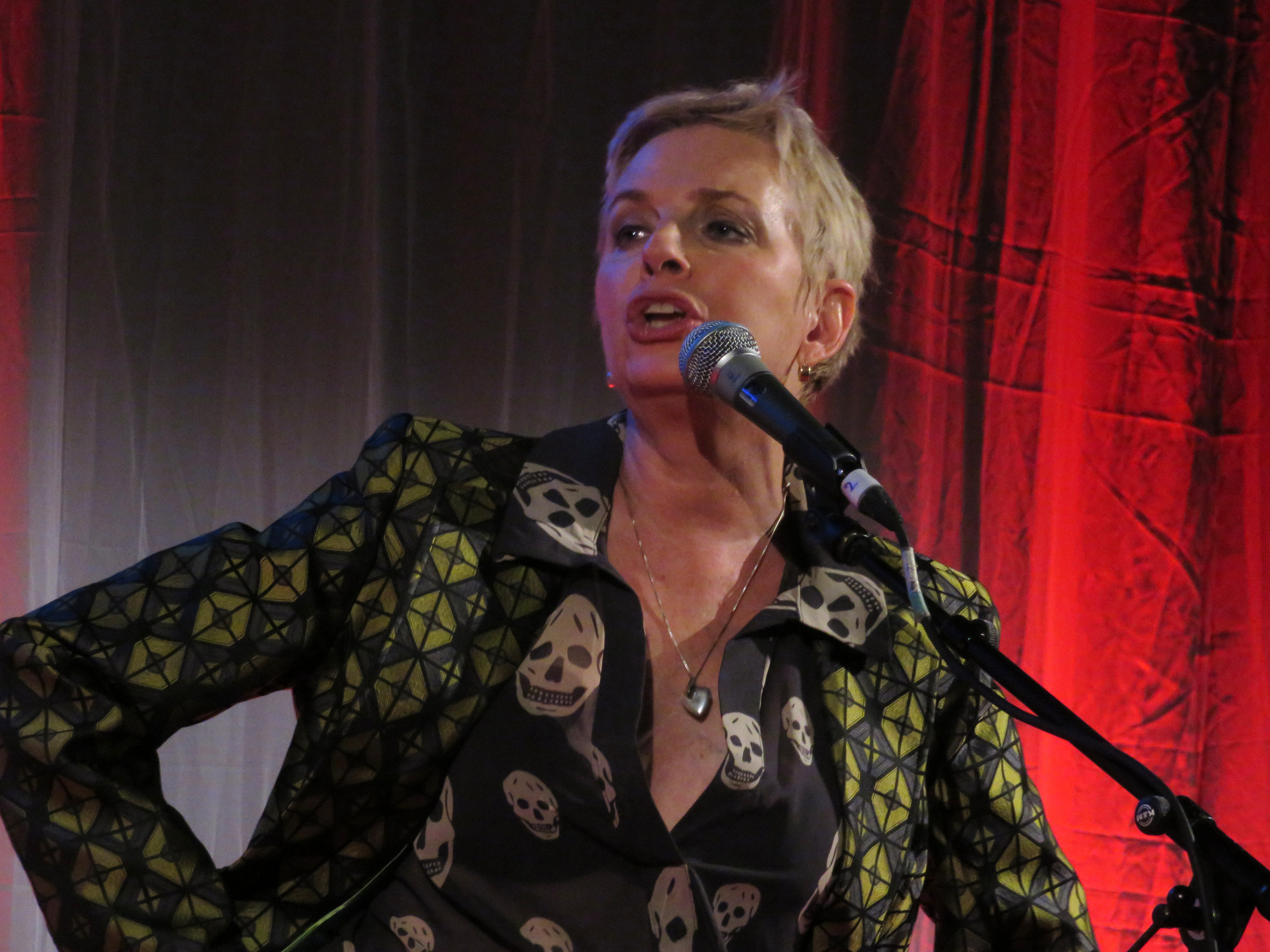
Ellen Foley (* 1951)

- Foley, Frank (1884–1958), britischer Spion, Mitarbeiter des britischen Geheimdienstes MI6
- Foley, Frederic Eugene Basil (1891–1966), US-amerikanischer Urologe
- Foley, Gaelen (* 1973), US-amerikanische Autorin historischer Romane
- Foley, Gary (* 1950), australischer Schriftsteller, politischer Aktivist der Aborigines
- Foley, Helene P. (* 1942), US-amerikanische Gräzistin
- Foley, Henry (1917–1982), US-amerikanischer Physiker
- Foley, Hugh (1944–2016), US-amerikanischer Ruderer
- Foley, Jack (1891–1967), US-amerikanischer Geräuschemacher für Filme
- Foley, Jack (* 1940), amerikanischer Dichter
- Foley, James (* 1948), australischer Geistlicher und römisch-katholischer Bischof von Cairns
- Foley, James (1953–2025), US-amerikanischer Regisseur
- Foley, James (1973–2014), US-amerikanischer Journalist
- Foley, James B. (1807–1886), US-amerikanischer Politiker
- Foley, James D. (* 1942), US-amerikanischer Informatiker
- Foley, Jeremy (* 1983), US-amerikanischer Filmschauspieler
- Foley, John Henry (1818–1874), irischer Bildhauer
- Foley, John Patrick (1935–2011), US-amerikanischer, römisch-katholischer Theologe und Kardinal
- Foley, John R. (1917–2001), US-amerikanischer Politiker
- Foley, John Samuel (1833–1918), US-amerikanischer Bischof der Römisch-katholischen Kirche
- Foley, Kevin (* 1984), irischer Fußballspieler
- Foley, Laurence (1942–2002), US-amerikanischer Diplomat
- Foley, Mackenzie (* 2002), US-amerikanische Volleyballspielerin

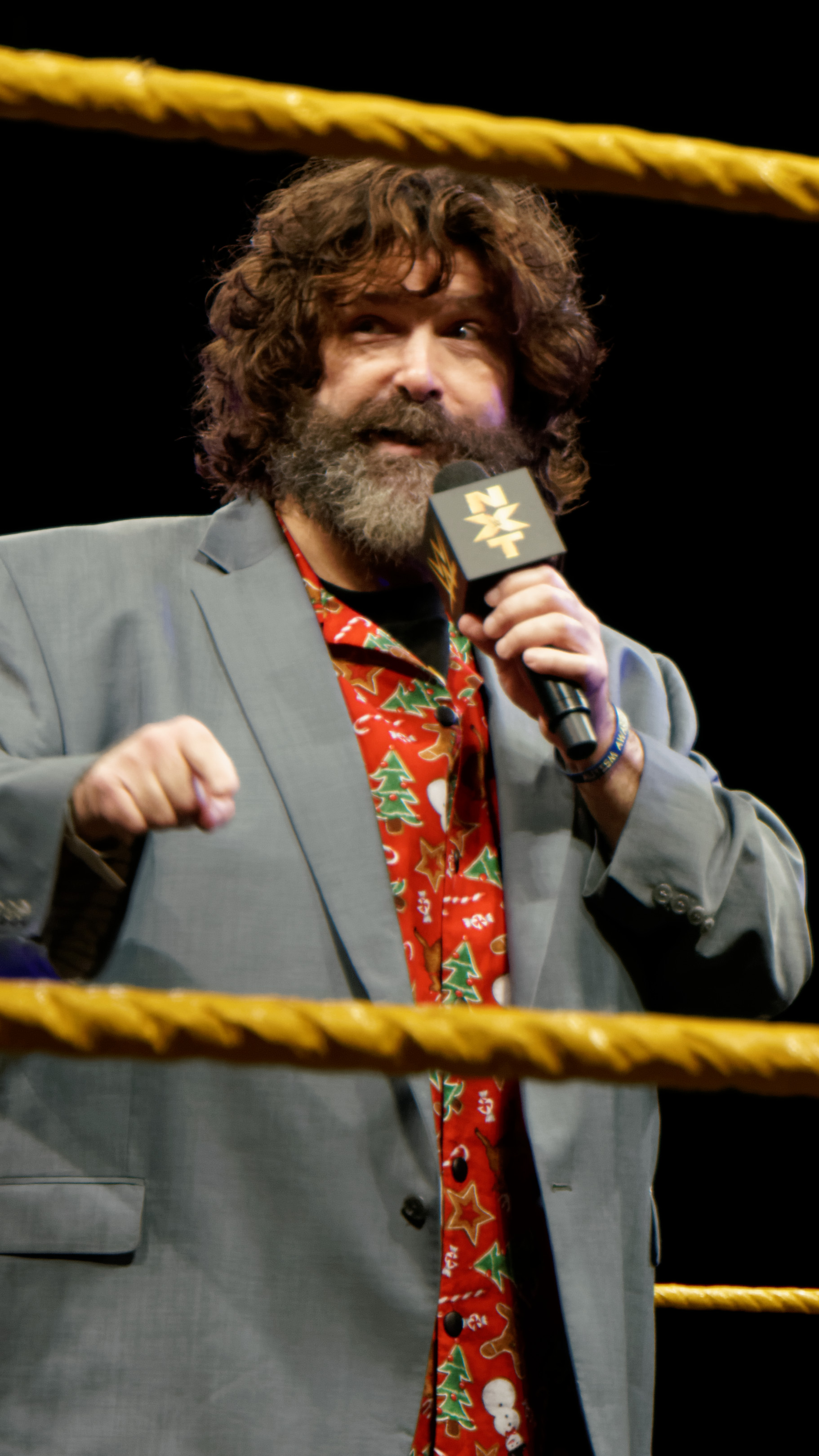
Mick Foley (* 1965)

- Foley, Mark (* 1954), US-amerikanischer Politiker
- Foley, Michael (* 1999), kanadischer Radsportler
- Foley, Mick (* 1965), US-amerikanischer Wrestler und AutorMick Foley (* 1965)
- Foley, Mike (* 1954), US-amerikanischer Politiker
- Foley, Mrs. W. H. (1821–1887), englischgebürtige neuseeländische Schauspielerin, Sängerin und Unterhaltungskünstlerin
- Foley, Norma (* 1970), irische Politikerin
- Foley, Red (1910–1968), US-amerikanischer Country-Sänger
- Foley, Robby (* 1996), US-amerikanischer Autorennfahrer
- Foley, Robert (* 1953), britischer Archäologe und Paläoanthropologe
- Foley, Robert F. (* 1941), US-amerikanischer Offizier, Generalleutnant der US-Army
- Foley, Scott (* 1972), US-amerikanischer Schauspieler, Regisseur und FilmproduzentScott Foley (* 1972)

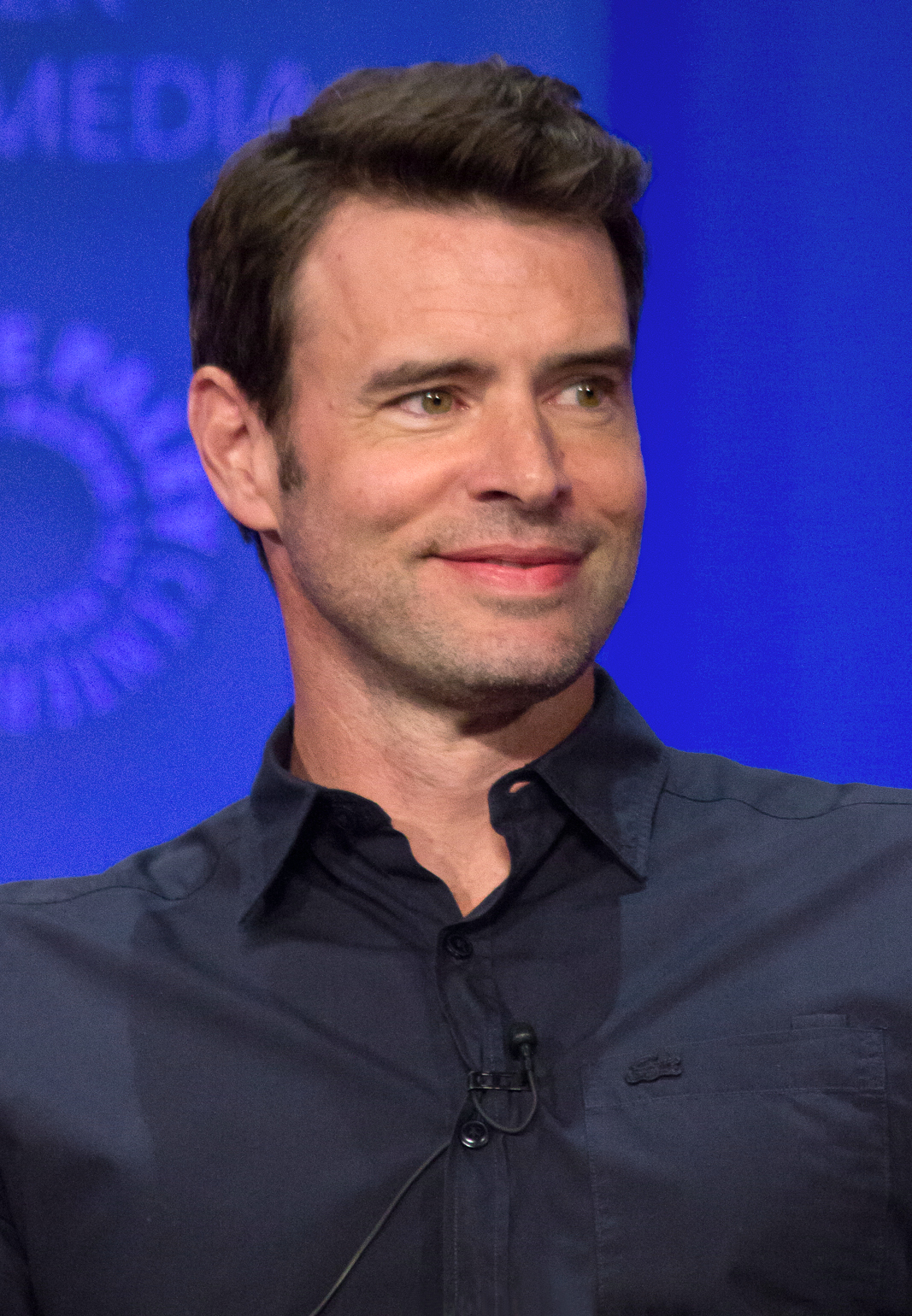
Scott Foley (* 1972)

- Foley, Sue (* 1968), kanadische Bluessängerin
- Foley, Thomas (* 1979), irischer Skirennläufer
- Foley, Tom (1929–2013), US-amerikanischer Politiker
- Foley, Trevor (* 1999), US-amerikanischer Triathlet
- Foley, William A. (* 1949), US-amerikanischer Linguist
- Foley, William Joseph (1931–1991), australischer Geistlicher; römisch-katholischer Erzbischof von Perth
- Foley, Zack, US-amerikanischer Jazzmusiker (Gesang)
- Foley-Berkeley, Mary, 17. Baroness Berkeley (1905–1992), britische Politikerin und Peeress

### Folg
- Folgar, Romelia Alarcón (1900–1971), guatemaltekische Dichterin, Journalistin und Suffragette
- Folgart, Udo (* 1956), deutscher Landwirt und Politiker (SED, parteilos, SPD), MdL
- Folger, Abigail (1943–1969), US-amerikanische Erbin eines Kaffeekonzerns, Opfer eines Mordanschlags
- Folger, Alonzo Dillard (1888–1941), US-amerikanischer Politiker
- Folger, Arie (* 1974), belgischer Rabbiner
- Folger, Charles J. (1818–1884), US-amerikanischer Jurist und Politiker
- Folger, Erwin (1909–1993), deutscher Politiker (SPD), MdB
- Folger, John Hamlin (1880–1963), US-amerikanischer Politiker
- Folger, Jonas (* 1993), deutscher MotorradrennfahrerJonas Folger (* 1993)

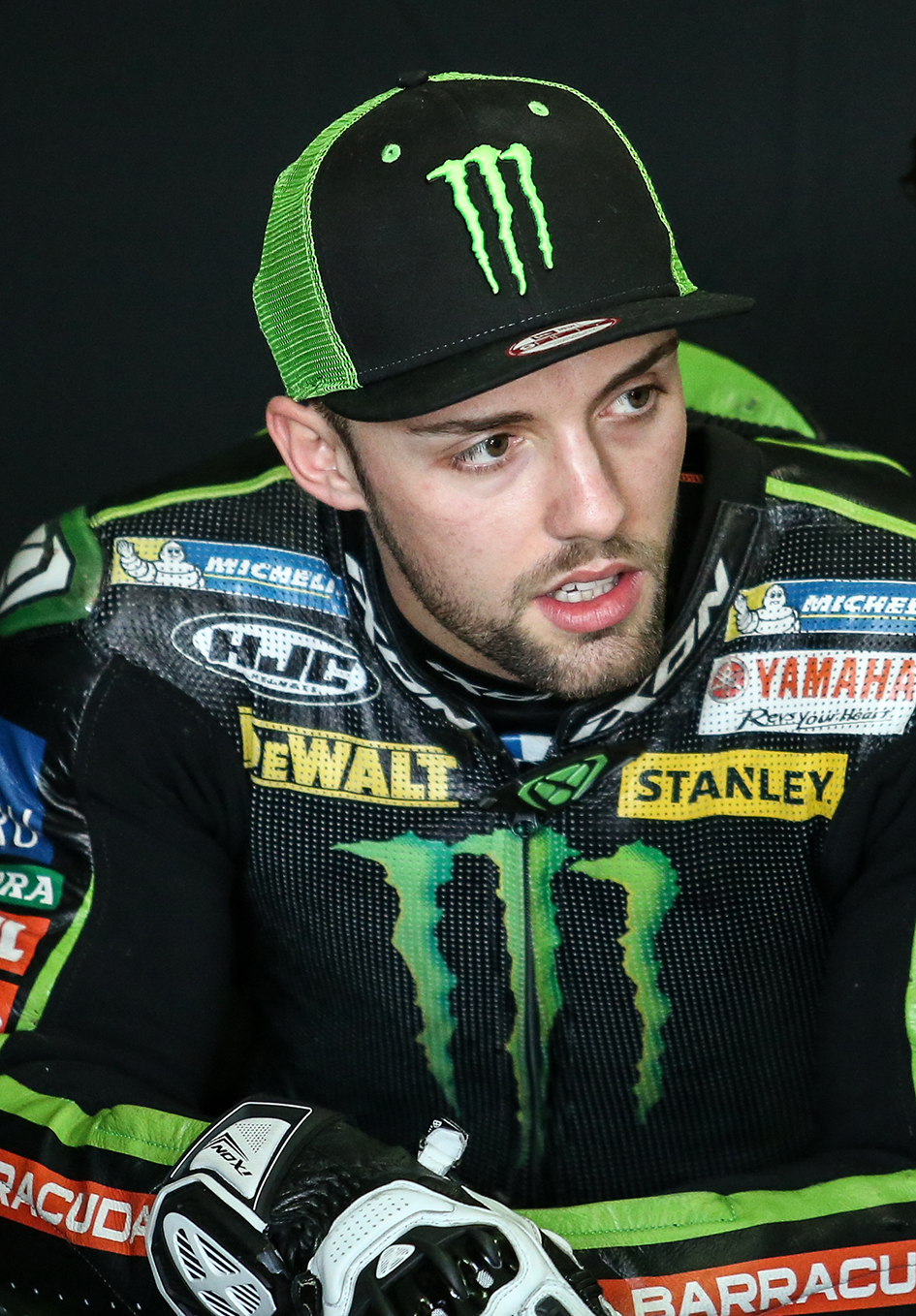
Jonas Folger (* 1993)

- Folger, Mayhew (1774–1828), US-amerikanischer Seefahrer und Robbenjäger
- Folger, Sepp (1922–2013), deutscher Skirennläufer
- Folger, Walter (1765–1849), US-amerikanischer Politiker
- Folgmann, Madeline (* 1997), deutsche Taekwondoin
- Folgner, Herbert (* 1945), österreichischer Basketballspieler
- Folgner, Raimund (1888–1916), österreichischer Geologe
- Folgóre da San Gimignano, italienischer Dichter
- Folgore, Luciano (1888–1966), italienischer Maler und Schriftsteller
- Folguera i Grassi, Francesc (1891–1960), katalanischer Architekt

### Foli
- Foli, Lea (1933–2024), kanadischer Geiger und Musikpädagoge
- Foliados, Bruno (* 1992), uruguayischer Fußballspieler
- Foliaki, Papiloa (* 1935), tongaische Abgeordnete, LGBT-Aktivistin und Geschäftsfrau
- Folicaldi, Giovanni Benedetto (1801–1867), italienischer Geistlicher und Bischof von Faenza
- Folick, Miya (* 1989), US-amerikanische Musikerin
- Folie, François (1833–1905), belgischer Astronom und Mathematiker
- Folie, Sabine (* 1962), italienische Kunsthistorikerin und Museumsleiterin
- Foliforow, Alexander Sergejewitsch (* 1992), russischer Radrennfahrer
- Foligno, Cesare (1878–1963), italienischer Romanist und Anglist
- Foligno, Marcus (* 1991), US-amerikanisch-kanadischer Eishockeyspieler
- Foligno, Mike (* 1959), kanadischer Eishockeyspieler, -trainer und General Manager
- Foligno, Nick (* 1987), US-amerikanisch-kanadischer Eishockeyspieler
- Folin, Christian (* 1991), schwedischer Eishockeyspieler
- Folin, Léopold de (1817–1896), französischer Marineoffizier, Ozeanograph, Zoologe und insbesondere Malakologe
- Folin, Otto (1867–1934), schwedisch-US-amerikanischer Biochemiker und Hochschullehrer
- Folingsby, George (1828–1891), irisch-australischer Maler und Kunstprofessor
- Folio, Cynthia (* 1954), US-amerikanische Komponistin, Flötistin und Musikpädagoge
- Foliot, Gilbert († 1187), englischer Bischof
- Foliot, Hugh († 1234), englischer Geistlicher, Bischof von Hereford

### Folj
- Foljambe, Arthur, 2. Earl of Liverpool (1870–1941), Generalgouverneur von Neuseeland
- Foljambe, Edward, 5. Earl of Liverpool (* 1944), britischer Peer und konservativer Politiker
- Foljanty, Lena (* 1979), deutsche Rechtswissenschaftlerin
- Foljanty-Jost, Gesine (* 1952), deutsche Japanologin und Hochschullehrerin

### Folk
- Folk, Alexander (* 1946), US-amerikanischer Schauspieler
- Folk, Heinrich (1919–1980), deutscher Oberst im Ministerium für Staatssicherheit (MfS) der DDR
- Folk, Joseph W. (1869–1923), US-amerikanischer Politiker (Demokratische Partei)
- Folk, Nick (* 1984), US-amerikanischer American-Football-Spieler
- Folk, Robert (* 1949), US-amerikanischer Filmkomponist
- Folk, Robert L. (1925–2018), US-amerikanischer Geowissenschaftler
- Folkbert, Bischof von Ribe und Schleswig
- Folke Birgersson (1164–1210), Jarl unter Sverker II.
- Folke der Dicke, schwedischer Adliger
- Folke Johansson († 1277), Erzbischof von Schweden
- Folke, Carl (* 1955), schwedischer Ökologe und Hochschullehrer
- Folkema, Anna, niederländische Grafikerin, Miniaturmalerin und Zeichnerin
- Folkema, Fopje, niederländische Graviererin und Radiererin
- Folken, Peter (1931–2002), deutscher Schauspieler Hörspielproduzent, Hörspielregisseur, Hörspielautor und Hörspielsprecher
- Fölker, Alexander (* 1956), rumänischer Handballspieler
- Folkers, Cay (* 1942), deutscher Ökonom
- Folkers, Claudia (* 1960), deutsche Politikerin (CDU), MdHB
- Folkers, Horst (* 1945), deutscher Philosoph, Jurist und evangelischer Theologe
- Folkers, Johann Ulrich (1887–1960), deutscher Rassenideologe
- Folkers, Karl August (1906–1997), US-amerikanischer Biochemiker
- Fölkersahm, Dmitri Gustawowitsch von (1846–1905), russischer Admiral
- Fölkersahm, Hamilkar von (1811–1856), livländischer Landmarschall
- Fölkersam, Adrian von (1914–1945), deutscher Angehöriger der Spezialeinheit Brandenburg und Waffen-SS-Offizier im Zweiten Weltkrieg
- Fölkersamb, Hans-Henning von (1889–1984), deutscher Generalmajor
- Folkerts, Gerhard (* 1944), deutscher Konzertpianist und Komponist
- Folkerts, Hayo (1871–1946), deutscher Maschinenbauingenieur und Hochschullehrer
- Folkerts, Heiko (1930–2007), deutscher Architekt, Hochschullehrer der Technischen Universität München und Maler
- Folkerts, Johann Menso (1909–1967), deutscher Gründer der Emder NSDAP-Ortsgruppe, späterer Kreisleiter der Partei und Schriftleiter des regionalen NSDAP-Organs Ostfriesische Tageszeitung
- Folkerts, Knut (* 1952), deutscher Terrorist der Rote Armee Fraktion
- Folkerts, Liselotte (* 1929), deutsche Autorin und Herausgeberin
- Folkerts, Menso (* 1943), deutscher Wissenschafts- und Mathematikhistoriker
- Folkerts, Poppe (1875–1949), deutscher Marinemaler, Zeichner und Grafiker
- Folkerts, Ulrike (* 1961), deutsche SchauspielerinUlrike Folkerts (* 1961)

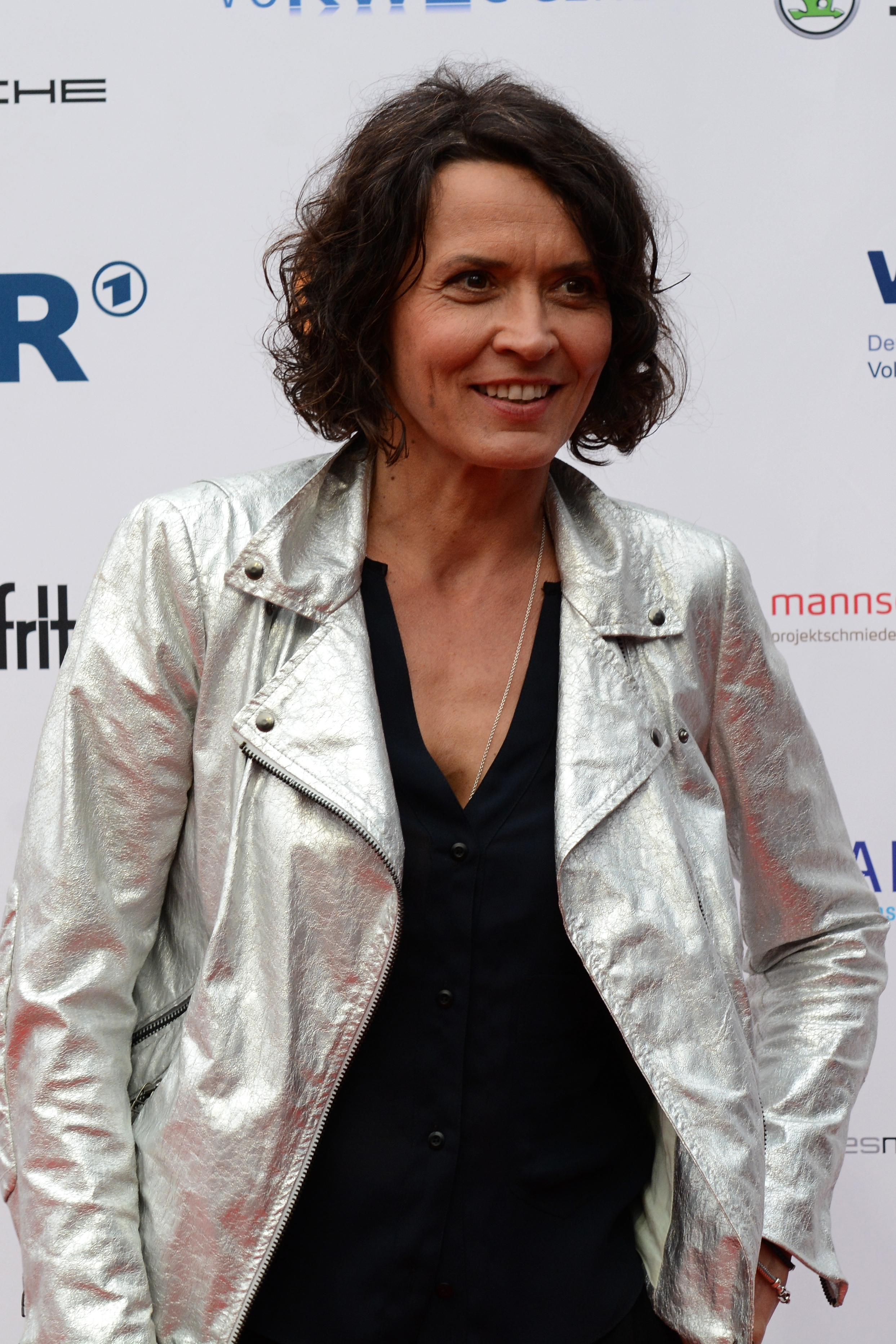
Ulrike Folkerts (* 1961)

- Folkerts-Landau, David (* 1949), deutscher Volkswirt, Hochschullehrer und Sachbuchautor
- Folkertsma, Sisca (* 1997), niederländische Fußballspielerin
- Folkes, Martin (1690–1754), englischer Numismatiker und Mathematiker
- Folkeson, Tone (1964–1985), norwegische Tischtennisspielerin
- Folkesson, Hanna (* 1988), schwedische Fußballspielerin
- Folkman, Jon (1938–1969), US-amerikanischer Mathematiker
- Folkman, Judah (1933–2008), US-amerikanischer Zellbiologe und Mediziner
- Folkman, Roy (* 1975), israelischer Politiker der Partei Kulanu
- Folkmar Allena († 1406), ostfriesischer Häuptling
- Folkmar von Utrecht († 990), Bischof von Utrecht (ab 976)
- Folkmar, Ulrich (1902–1977), deutscher Schauspieler Synchron- und Hörspielsprecher
- Folkwin († 858), Abt des Klosters Reichenau (849–858)

### Foll
- Foll, Glen (* 1962), australischer Eishockeyspieler
- Föll, Harry (* 1998), deutsch-philippinischer Fußballspieler
- Föll, Heike-Karin (* 1967), deutsche Künstlerin
- Föll, Michael (* 1965), deutscher Eiskunstlauf-Funktionär sowie baden-württembergischer Politiker (CDU), MdL
- Föll, Otto (* 1867), württembergischer Oberamtmann
- Follacci, Dominique (* 1879), französischer Kunstturner
- Follain, Jean (1903–1971), französischer Jurist und Dichter
- Follak, Iris (* 1958), deutsche Politikerin (SPD), MdB
- Folland, Henry Phillip (1889–1954), britischer Luftfahrtingenieur und Industrieller
- Follath, Erich (* 1949), deutscher Journalist und Autor
- Follen, Adolf Ludwig (1794–1855), deutscher Schriftsteller und Verleger
- Follen, Karl (1796–1840), deutscher Burschenschafter und SchriftstellerKarl Follen (1796–1840)

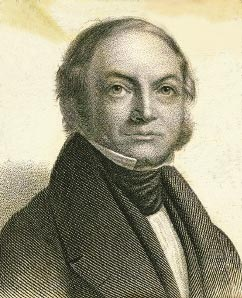
Karl Follen (1796–1840)

- Follen, Paul (1799–1844), deutsch-US-amerikanischer Rechtsanwalt, Schriftsteller und Farmer
- Follenius, Emanuel Friedrich Wilhelm Ernst (1773–1809), deutscher Schriftsteller
- Follenius, Ludwig († 1878), Kreisrat in den Kreisen Hungen und Büdingen
- Follenius, Monika (* 1954), deutsche Malerin
- Foller, Albert von (1789–1868), preußischer Generalmajor
- Foller, Gustav Friedrich von (1767–1842), preußischer Kriegs- und Domänenrat und Landrat
- Follereau, Raoul (1903–1977), französischer Schriftsteller und Journalist
- Follert, Jörg (* 1968), deutscher Musiker, Komponist und Musikproduzent
- Follert, Laurits (* 1996), deutscher Ruderer
- Follert, Udo R. (* 1943), deutscher Kirchenmusiker
- Føllesdal, Dagfinn (* 1932), norwegischer Philosoph und Hochschullehrer für Philosophie
- Follet, René (1931–2020), belgischer Comiczeichner
- Folletête, Casimir (1833–1900), Schweizer Politiker und Journalist
- Follett, Barbara (* 1942), britische Politikerin
- Follett, Jean (1917–1990), US-amerikanische Malerin und Bildhauerin
- Follett, John F. (1831–1902), US-amerikanischer Politiker (Demokratische Partei)
- Follett, Ken (* 1949), britischer SchriftstellerKen Follett (* 1949)

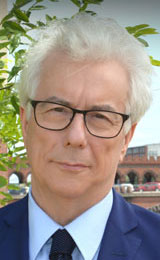
Ken Follett (* 1949)

- Follett, Mary Parker (1868–1933), US-amerikanische Autorin über Managementtheorien und politische Theorien
- Follett, Rosemary (* 1948), australische Politikerin
- Folley, Zora (1931–1972), US-amerikanischer Schwergewichtsboxer
- Folli, Cecilio (1614–1682), italienischer Anatom
- Folli, Sebastiano († 1621), italienischer Maler
- Follieri, Enrica (1926–1999), italienische Byzantinistin
- Follina, Giulia (* 1950), deutsch-italienische Schauspielerin und Synchronsprecherin
- Følling, Ivar Asbjørn (1888–1973), norwegischer Chemiker und Arzt
- Föllinger, Otto (1924–1999), deutscher Mathematiker, Physiker und Professor für Regelungstechnik
- Föllinger, Sabine (* 1963), deutsche Altphilologin
- Folliot de Crenneville, Franz (1815–1888), österreichischer General und Kunstförderer
- Folliot de Crenneville, Louis Charles (1763–1840), österreichischer General
- Folliot de Crenneville, Ludwig (1813–1876), österreichischer General der Kavallerie, Wirklicher Geheimer Rat und Inhaber des Husarenregiments Nr. 3
- Follis, Arianna (* 1977), italienische Skilangläuferin und Skibergsteigerin
- Follman, Georges (1920–1994), belgischer Komponist und Dirigent
- Follmann, Ewald (1926–1990), deutscher Fußballspieler
- Follmann, Hans (1863–1935), Senatspräsident am Reichsversicherungsamt und am Reichsversorgungsgericht
- Follmann, Hartmut (1936–2013), deutscher Biochemiker
- Follmann, Josef (1875–1938), deutscher Metallurg und Manager der Stahlindustrie
- Follmann, Otto (1856–1926), deutscher Geologe und Gymnasiallehrer
- Follmann, Patrick (* 1989), deutscher Segler
- Follmann, Werner (* 1956), deutscher Jurist und Präsident des Landessozialgerichts
- Follmann-Schulz, Anna-Barbara, deutsche Archäologin
- Föllmer, Dorothee (* 1979), deutsche Theater- und Filmschauspielerin sowie Hochschullehrerin
- Follmer, George (* 1934), US-amerikanischer Autorennfahrer
- Follmer, Günter (1937–1995), deutscher Bankier, Honorarkonsul und Träger des Bundesverdienstkreuzes
- Föllmer, Hans (* 1941), deutscher Mathematiker
- Föllmer, Moritz (* 1971), deutscher Historiker
- Föllmer, Wilhelm (1908–2007), deutscher Gynäkologe
- Föllmi, Beat (* 1965), Schweizer Musikwissenschaftler
- Follo, Francesco (* 1946), italienischer Priester, Diplomat des Heiligen Stuhls und Ehrenprälat Seiner Heiligkeit
- Follon, Jacques (1948–2003), belgischer Philosophiehistoriker
- Follonier, Daniel (* 1994), Schweizer Fussballspieler
- Follot, Charles (1869–1933), französischer Unternehmer und Autorennfahrer
- Follot, Paul (1877–1942), französischer Designer
- Follows, Megan (* 1968), kanadisch-US-amerikanische Schauspielerin
- Folly, Jules (1846–1906), Schweizer Ingenieur und Oberst, Leiter der Abteilung für Festungsbau im Bundesamt für Genie

### Folm
- Folman, Ari (* 1962), israelischer Filmregisseur, Drehbuchautor und Filmproduzent
- Folmar von Karden († 1189), Erzbischof von Trier (1183–1189)
- Folmer, Kirill Alexejewitsch (* 2000), russischer Fußballspieler
- Folmer, Nicolas (* 1976), französischer Jazz-Trompeter
- Folmer, Wolfgang (* 1960), deutscher Grafiker, Maler, Fotograf und Hochschuldozent
- Fölmli, Svenja (* 2002), Schweizer FussballspielerinSvenja Fölmli (* 2002)

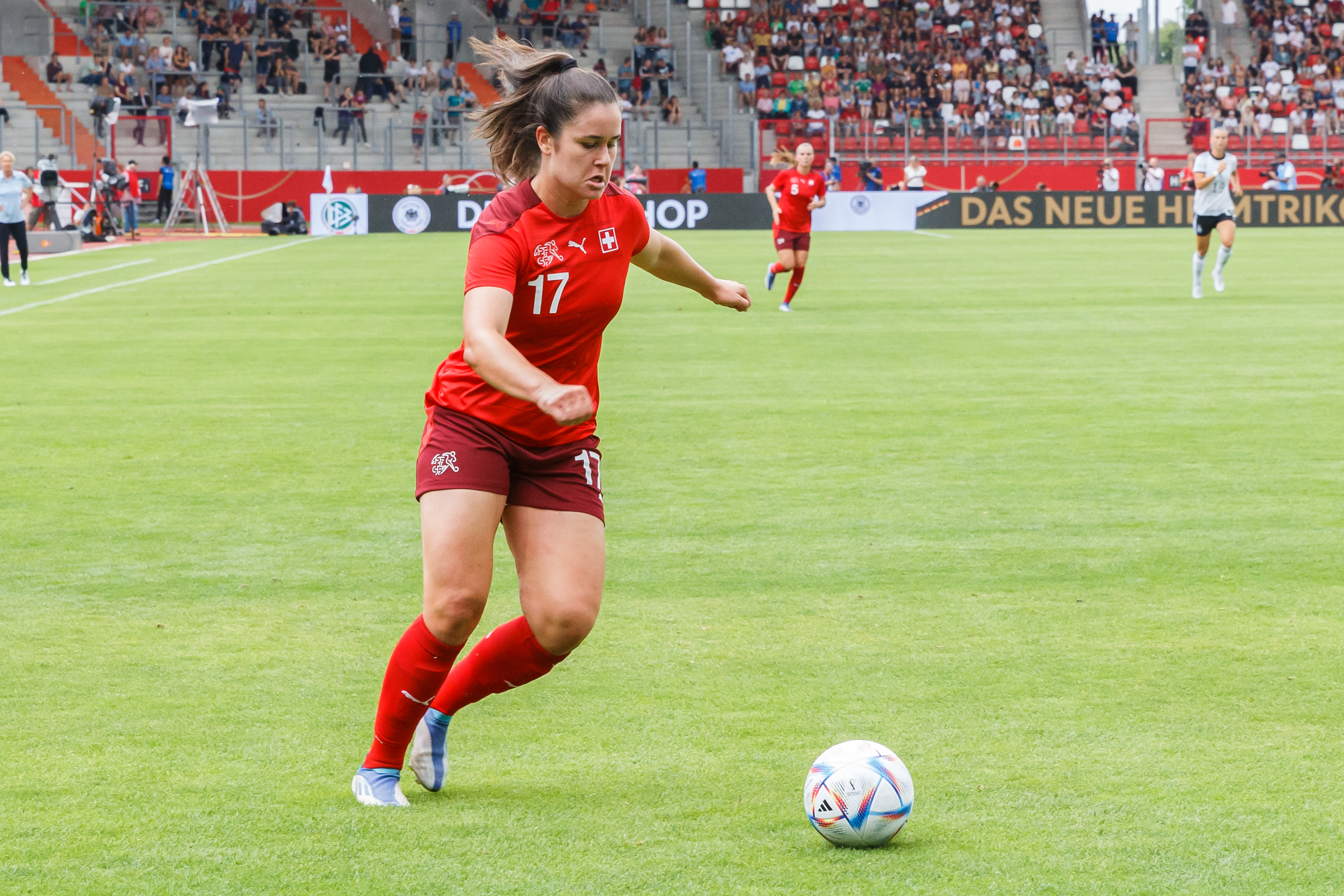
Svenja Fölmli (* 2002)

### Foln
- Folnesics, Hans (1886–1922), österreichischer Kunsthistoriker

### Folo
- Folon, Jean-Michel (1934–2005), belgischer Grafiker und Illustrator
- Folorunsho, Michael (* 1998), italienischer Fußballspieler
- Folorunso, Ayomide (* 1996), italienische Leichtathletin nigerianischer Herkunft
- Folotalu, Walter (* 1955), salomonischer Politiker, Abgeordneter und Minister

### Folp
- Folpert II. van der Leede († 1212), Herr von Ter Leede und Polsbroek
- Folprecht, Zdeněk (1900–1961), böhmischer Komponist

### Folq
- Folqués Ortiz, Josep (* 1996), spanischer Handballspieler
- Folquet de Marselha († 1231), Abt, Bischof und Trobador

### Fols
- Fols, Nadine (* 1983), deutsche Fußballspielerin
- Folsach, Casper von (* 1993), dänischer Radrennfahrer
- Fölsch, Hermann (1845–1920), deutscher Kaufmann, Unternehmer und Reeder
- Fölsch, Renate (* 1938), deutsche Politikerin (SED), MdV und Eisenbahnerin
- Fölsch, Ulrich R. (* 1943), deutscher Internist
- Fölsche, Evgenia (* 1983), deutsche Pianistin
- Fölsche, Herbert (* 1937), deutscher Fußballspieler
- Fölser, Patrick (* 1976), österreichischer Handballspieler
- Folsey, George J. (1898–1988), US-amerikanischer Kameramann
- Folsey, George junior (1939–2024), US-amerikanischer Filmeditor und Filmproduzent
- Følsgaard, Mikkel Boe (* 1984), dänischer SchauspielerMikkel Boe Følsgaard (* 1984)

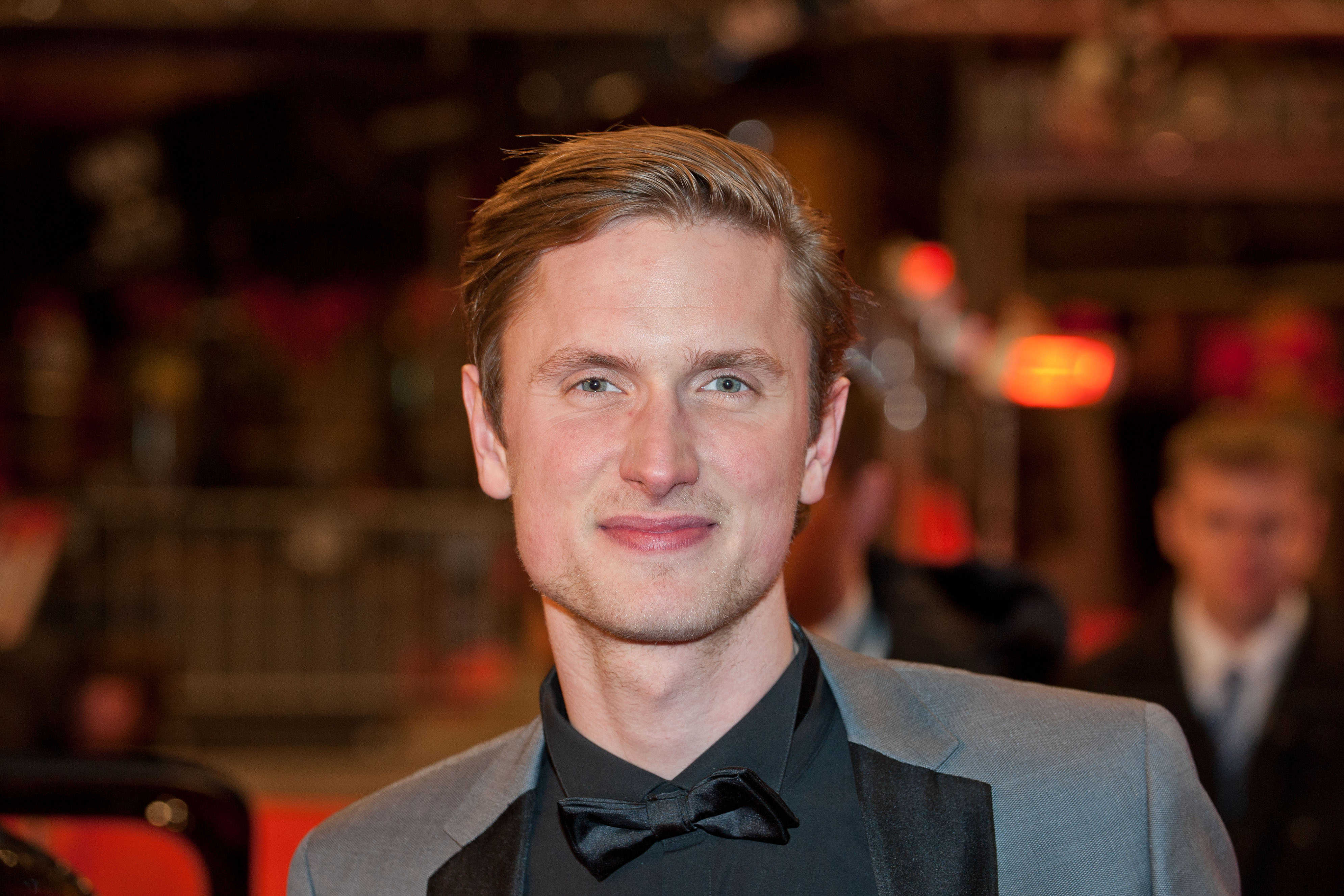
Mikkel Boe Følsgaard (* 1984)

- Fölsing, Albrecht (1940–2018), deutscher Physiker, Wissenschaftsjournalist und Biograf
- Fölsing, Ulla, deutsche Journalistin
- Folsom, Cassian (* 1955), US-amerikanischer Liturgiewissenschaftler und Hochschullehrer
- Folsom, David E. (1839–1918), US-amerikanischer Forschungsreisender und Politiker
- Folsom, James junior (* 1949), US-amerikanischer Politiker
- Folsom, James senior (1908–1987), US-amerikanischer Politiker
- Folsom, Marion Bayard (1893–1976), US-amerikanischer Politiker
- Folsom, Nathaniel (1726–1790), US-amerikanischer Politiker
- Folsom, Sarah (1915–1969), US-amerikanische Lehrerin und Politikerin
- Folsom, Tom (* 1974), US-amerikanischer Autor und Journalist
- Folstad, Astrid (1932–2009), norwegische Schauspielerin
- Følstad, Gunhild (* 1981), norwegische Fußballspielerin
- Fölster, Heinz-Wilhelm (1925–2012), deutscher Politiker (CDU), MdL
- Fölster, Kaj (* 1936), schwedische Schriftstellerin, Sozialwissenschaftlerin und Politikerin
- Fölster, Tobias (* 1994), deutscher Fußballspieler
- Fölster, Uta (* 1956), deutsche Juristin, Richterin und Gerichtspräsidentin
- Følsvik, Peggy Hessen (* 1960), norwegische Gewerkschafterin

### Folt
- Folta, Karl (1893–1947), deutscher Politiker (NSDAP), MdR
- Foltán, Adam (* 2000), slowakischer Radrennfahrer
- Foltán, László (* 1953), ungarischer Kanute
- Folte, Heinz (1910–1976), deutscher Politiker (CDU), MdL
- Foltin, Edgar M. (1897–1974), austroamerikanischer Rechtswissenschaftler
- Foltin, Ferdinand (1916–2007), österreichischer Offizier
- Foltin, Robert (* 1957), österreichischer Autor
- Foltin, Senta (1916–2012), österreichische Schauspielerin
- Foltinek, Herbert (1930–2015), österreichischer Anglist, Amerikanist und Hochschullehrer
- Folts, Arina (* 1997), usbekische Tennisspielerin
- Folttmann, Josef (1887–1958), deutscher General
- Foltýn, František (1891–1976), tschechischer Maler und Vertreter der tschechischen Moderne
- Foltýn, Hugo (1906–1944), tschechischer Architekt
- Fołtyn, Maria († 2012), polnische Opernsängerin (Sopran), Opernregisseurin und Operndirektorin
- Foltyn, Rafael (* 1985), deutscher Fußballschiedsrichter
- Foltys, Jan (1908–1952), tschechoslowakischer Schachmeister
- Foltz, Clara Shortridge (1849–1934), amerikanische Anwältin
- Foltz, Friedrich (1811–1879), deutscher Zeichner und Stahlstecher
- Foltz, Jean-Marc (* 1968), französischer Klarinettist
- Foltz, Karl (1823–1886), österreichischer Politiker
- Foltz, Karl (1865–1961), deutscher katholischer Priester, Prälat, Stifter und Erbauer der Pfarrkirche von Waldfischbach-Burgalben
- Foltz, Ludwig (1809–1867), deutscher Architekt, Bildhauer, Illustrator und Hochschullehrer
- Foltz, Otto (1889–1942), österreichischer Politiker (GdP), Landtagsabgeordneter
- Foltz, Philipp von (1805–1877), deutscher Maler
- Foltz, Richard (* 1961), kanadischer Iranist

### Folu
- Foluszny, Patryk (* 1996), polnischer Handballtorwart

### Folw
- Folwaczny, Bronislaw (1909–1984), deutscher Entomologe
- Folwarczny, Karl (1832–1875), österreichischer Arzt
- Folwart, Helmut (1902–1987), deutscher Philosoph
- Folwell, Bill (1939–2019), amerikanischer Rock- und Jazzmusiker (Bass, Trompete)

### Foly
- Folys, Josef (1862–1917), österreichischer griechisch-katholischer Geistlicher und Politiker, Mitglied des Österreichischen Abgeordnetenhauses

### Folz
- Folz, Erich (1921–1994), deutscher Fußballspieler
- Folz, Georg (1921–2005), deutscher Arzt und Politiker (CDU), MdL
- Folz, Hans († 1513), deutscher MeistersingerHans Folz († 1513)

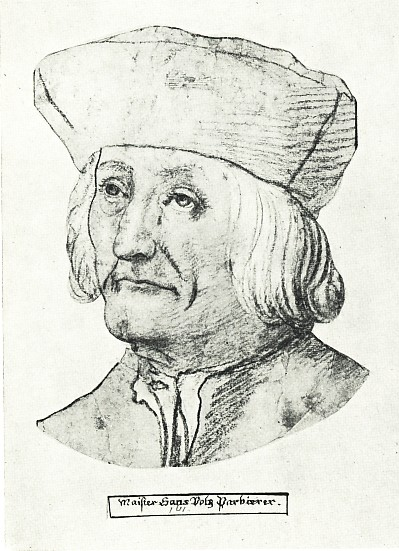
Hans Folz († 1513)

- Folz, Hans-Ernst (1933–2016), deutscher Jurist und Hochschullehrer
- Folz, Hans-Peter (* 1963), deutscher Jurist und Hochschullehrer
- Folz, Jean-Martin (* 1947), französischer Manager, Vorstandsvorsitzender der PSA Group
- Folz, Karl-Heinz (1918–1945), deutscher Fußballspieler
- Folz, Richard E. (1922–1973), US-amerikanischer Politiker
- Folz, Robert (1910–1996), französischer Historiker
- Folz, Roland (* 1964), deutscher Manager
- Folz, Willibald (1936–2017), deutscher Wirtschaftswissenschaftler
- Folz-Steinacker, Sigrid (* 1941), deutsche Unternehmerin und Politikerin (FDP), MdB
- Fölzer, Elvira (1868–1937), deutsche Klassische Archäologin